# Sphaenorhynchus caramaschii
A Sphaenorhynchus caramaschii  a kétéltűek (Amphibia) osztályának békák (Anura) rendjébe és a levelibéka-félék (Hylidae) családjába tartozó faj.

## Előfordulása
A faj Brazília Paraná, Sao Paulo és Santa Catarina államának endemikus faja. Természetes élőhelye szubtrópusi vagy trópusi nedves hegyvidéki erdők, szubtrópusi vagy trópusi nedves síkvidéki erdők.